# ACTG2

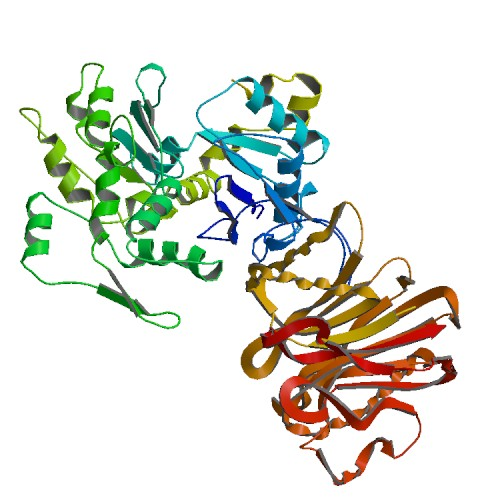
Estructura de la proteína ACTG.

ACTG es un gen codificante de la actina expresada en músculo liso denominada gamma actina 2. Se trata de una isoforma de actina típica del músculo liso entérico. Se localiza físicamente en el cromosoma 2 y su estructura consta de nueve exones, uno de los cuales, el situado en el extremo 5', que no se  traduce.